# Ковдорский горно-обогатительный комбинат

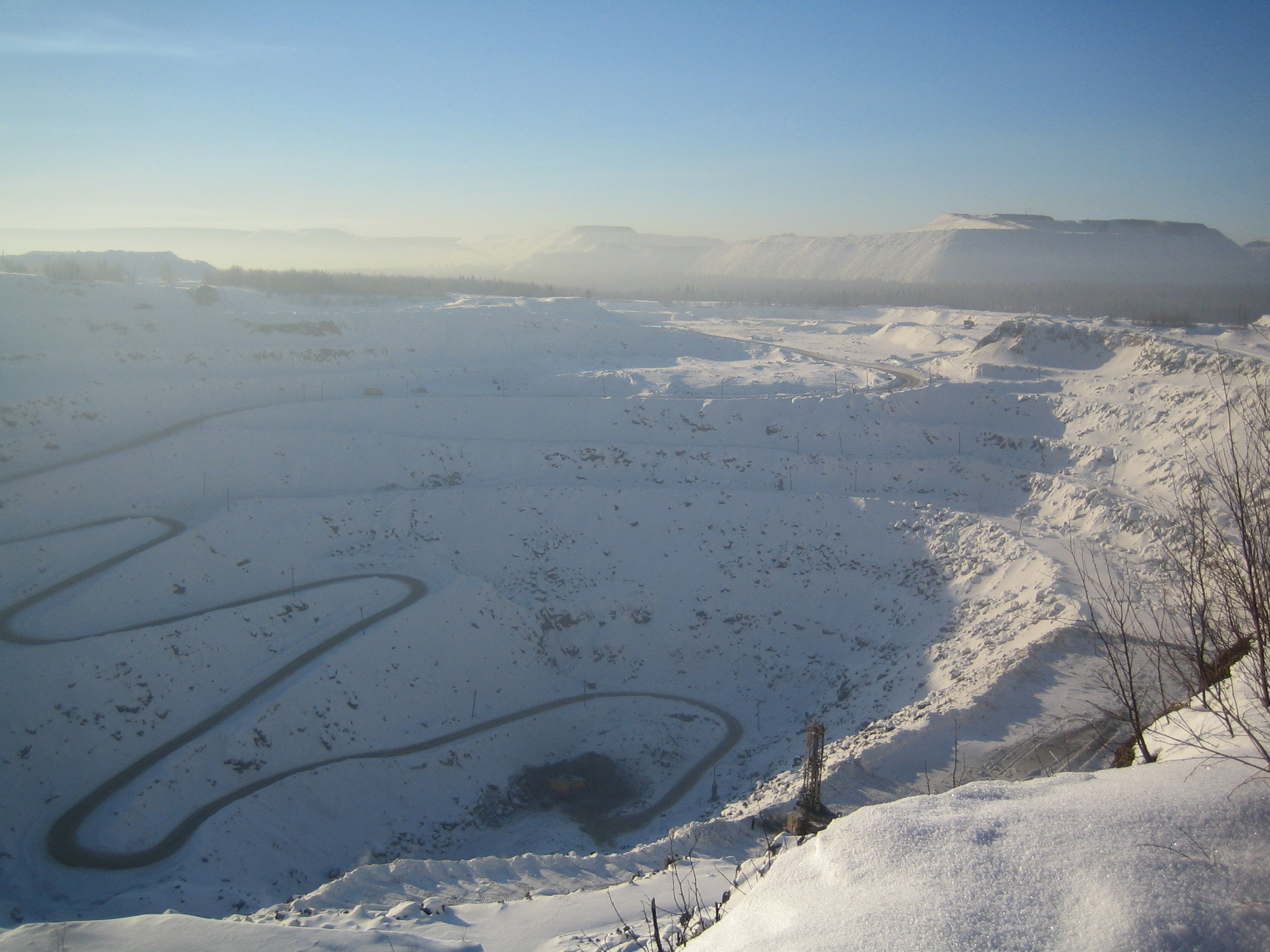
Ковдорский карьер зимой.

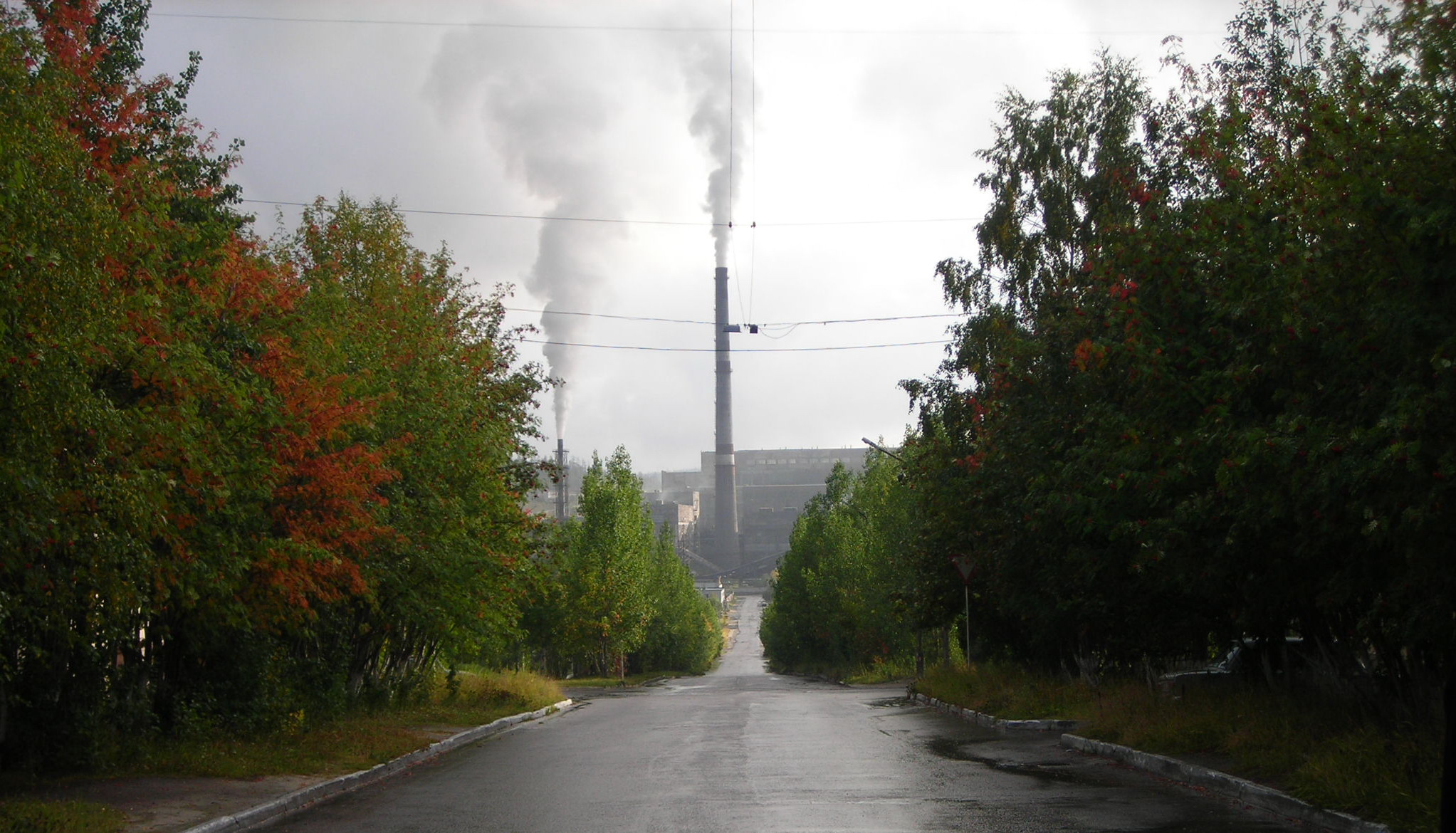
Вид на главные корпуса завода со стороны центральной площади города и Администрации Ковдорского района (улица Ленина).

АО «Ковдорский ГОК» (Ковдорский горно-обогатительный комбинат) — градообразующее предприятие в городе Ковдор Мурманской области. Крупный российский производитель апатитового, бадделеитового и железорудного концентрата.

## История
В 1933 году геолог Константин Кошиц, глава отряда Ленинградского геологического треста, выявил магнитную аномалию в районе озера Ковдор. Так было открыто месторождение магнетитовых руд. В 1938 году было принято решение о строительстве горно-обогатительного комбината. В 1939 году (по другим данным, в 1940) началось строительство железнодорожной ветки Пинозеро-Ковдор, завершившееся в июне 1941 года. Однако начавшаяся Великая Отечественная война приостановила развитие Ковдорского месторождения.
Железная дорога была восстановлена в 1951 году, а спустя 2 года, 30 марта 1953 года по ней впервые прошёл пассажирский состав. 1 июня того же года в Ковдор прибыли первые строители горно-обогатительного комбината, причём эта дата считается днём основания города Ковдор. Ровно 2 года спустя Министерство чёрной металлургии СССР постановило образовать Ковдорское рудоуправление. Были установлены и первые проектные мощности ГОКа.
С 1958 года началось активное строительство инфраструктуры ГОКа. В 1960 году стали строиться корпуса обогатительной фабрики, а в декабре рудоуправлению было дано современное название — «Ковдорский ГОК». Официальное его открытие состоялось 5 сентября 1962 года.
С 1975 года комбинат помимо магнетитового стал выпускать апатитовый и бадделеитовый концентраты.
С 1992 года началось постепенное переоборудование предприятия, в чём не последнюю роль сыграли зарубежные поставщики (в частности, германская фирма «МАН ТАКРАФ», стали поставлять японские большетонные грузовики Komatsu помимо уже действовавших БелАЗов). С 1995 года Ковдорский ГОК стал подвергать переработке и дополнительному обогащению рудные отвалы, которые остались от предыдущих разработок.
С 2001 года Ковдорский горно-обогатительный комбинат входит в состав Минерально-химической компании «Еврохим».
На 2015 год добывалось 18 миллионов тонн руды в год, планировалось увеличение до 22 миллионов.
1 февраля 2017 года новым исполнительным директором АО «Ковдорский ГОК» назначен Александр Горшков, который сменил на посту Игоря Мелик-Гайказова, проработавшего на предприятии в качестве исполнительного директора с 2011 года.
4 декабря 2019 года исполнительным директором АО «Ковдорский ГОК» назначен Василий Черных, руководитель горнорудного дивизиона МХК «ЕвроХим».
19 октября 2021 года исполнительным директором Ковдорского ГОКа назначен Олег Юрьевич Михайлов. До прихода на Ковдорский ГОК он на протяжении длительного времени возглавлял Лебединский ГОК.
8 февраля 2024 года исполнительным директором Ковдорского ГОКа назначен Валерий Николаевич Кулецкий.

## Производственная деятельность
Объём выпуска основной продукции:
- железная руда — 5,7 млн тонн в год;
- апатит — 2,7 млн тонн в год;
- бадделеит — 8,85 тыс. тонн в год.